# Loriinae
Loriinae Selby, 1836 è una sottofamiglia di uccelli psittaciformi della famiglia Psittaculidae.

## Tassonomia
La sottofamiglia Loriinae comprende 3 tribù:
- Tribù Loriini
  - Genere Chalcopsitta Bonaparte, 1850 (3 spp.)
  - Genere Eos Wagler, 1832 (6 spp.)
  - Genere Pseudeos Peters, 1935 (2 sp.)
  - Genere Trichoglossus Stephens, 1826 (13 spp.)
  - Genere Psitteuteles Bonaparte, 1854 (3 spp.)
  - Genere Lorius Vigors, 1825 (6 spp.)
  - Genere Phigys Gray, 1870 (1 sp.)
  - Genere Vini Lesson, 1833 (5 spp.)
  - Genere Glossopsitta Bonaparte, 1854 (1 spp.)
  - Genere Parvipsitta Mathews, 1916 (2 spp.)
  - Genere Charmosyna Wagler, 1832 (14 spp.)
  - Genere Oreopsittacus Salvadori, 1877 (1 sp.)
  - Genere Neopsittacus Salvadori, 1875 (2 spp.)
- Tribù Melopsittacini Bonaparte, 1857
  - Genere Melopsittacus Gould, 1840 (1 sp.)
- Tribù Cyclopsittini Salvadori, 1891
  - Genere Cyclopsitta Reichenbach, 1850 (2 spp.)
  - Genere Psittaculirostris J.E.Gray & G.R.Gray, 1859 (3 spp.)